# Alcobendas Cavaliers
Alcobendas Cavaliers (español: Caballeros de Alcobendas) es un club deportivo de fútbol americano con sede en Alcobendas, España. Es el equipo senior del Club Deportivo Elemental THE ROYAL OAKS KNIGHTS FOOTBALL.

## Historia
Knights fue el primer equipo de fútbol americano en España, como equipo vinculado al Madrid High School, compitiendo desde 1960. Los orígenes de Royal Oaks Knights se remontan a 1972, con la división del distrito escolar del Madrid High School en dos zonas: Base de Torrejón y Royal Oaks, actualmente El Encinar de los Reyes. En 2017 debutó en la Liga Madrileña de Fútbol Americano (LMFA).